# Musée Regards de Provence
Le musée Regards de Provence est un musée créé à Marseille en 2013 par la Fondation Regards de Provence dans l'ancienne station sanitaire du port de Marseille. Sa collection, constituée par des mécènes privés, se compose de 850 œuvres d'art de l'Époque moderne à aujourd'hui, réunies pour valoriser le patrimoine artistique et culturel marseillais, provençal et méditerranéen.

## Historique
La Fondation Regards de Provence - Reflets de Méditerranée est créée en 1997 à l'initiative de Pierre et Michèle Dumon, deux collectionneurs et mécènes, sous l'égide de la Fondation de France. Dans le cadre de Marseille-Provence 2013, la fondation devient maître d'ouvrage pour l'installation de ses collections dans un lieu dédié, qui a ouvert en 2013 dans l'ancienne station sanitaire de la direction du contrôle sanitaire aux frontières, après une restructuration architecturale confiée à Guy Daher.

La station sanitaire avant sa restructuration architecturale en 2013
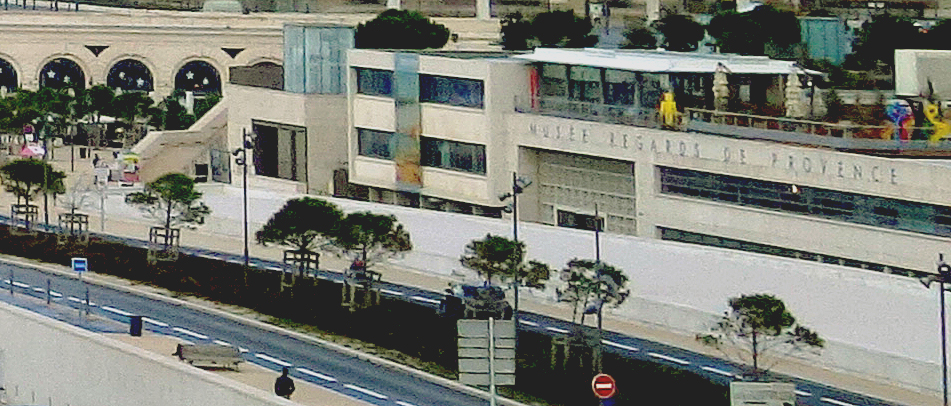
La façade du musée en 2017
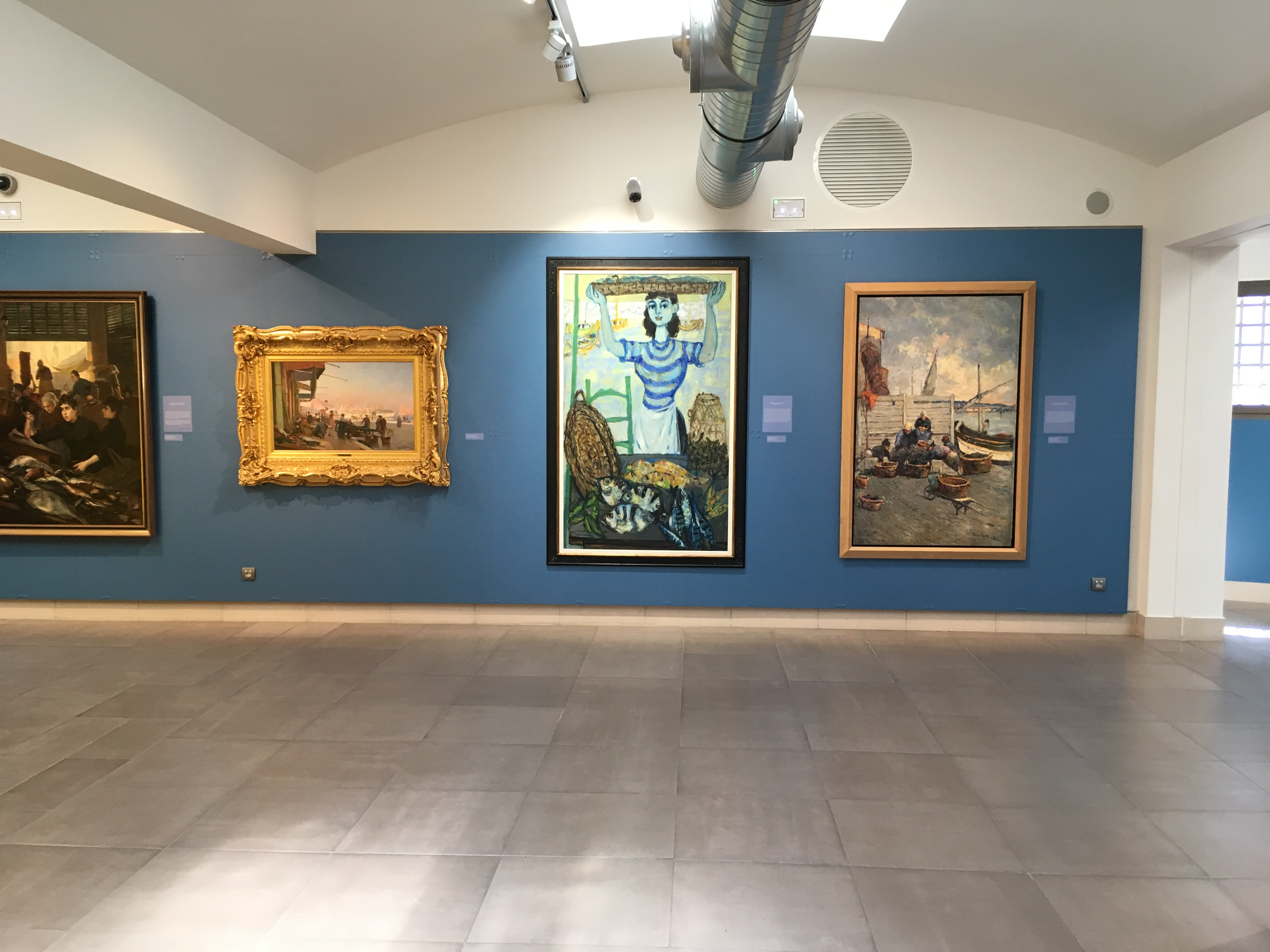
Musée Regards de Provence
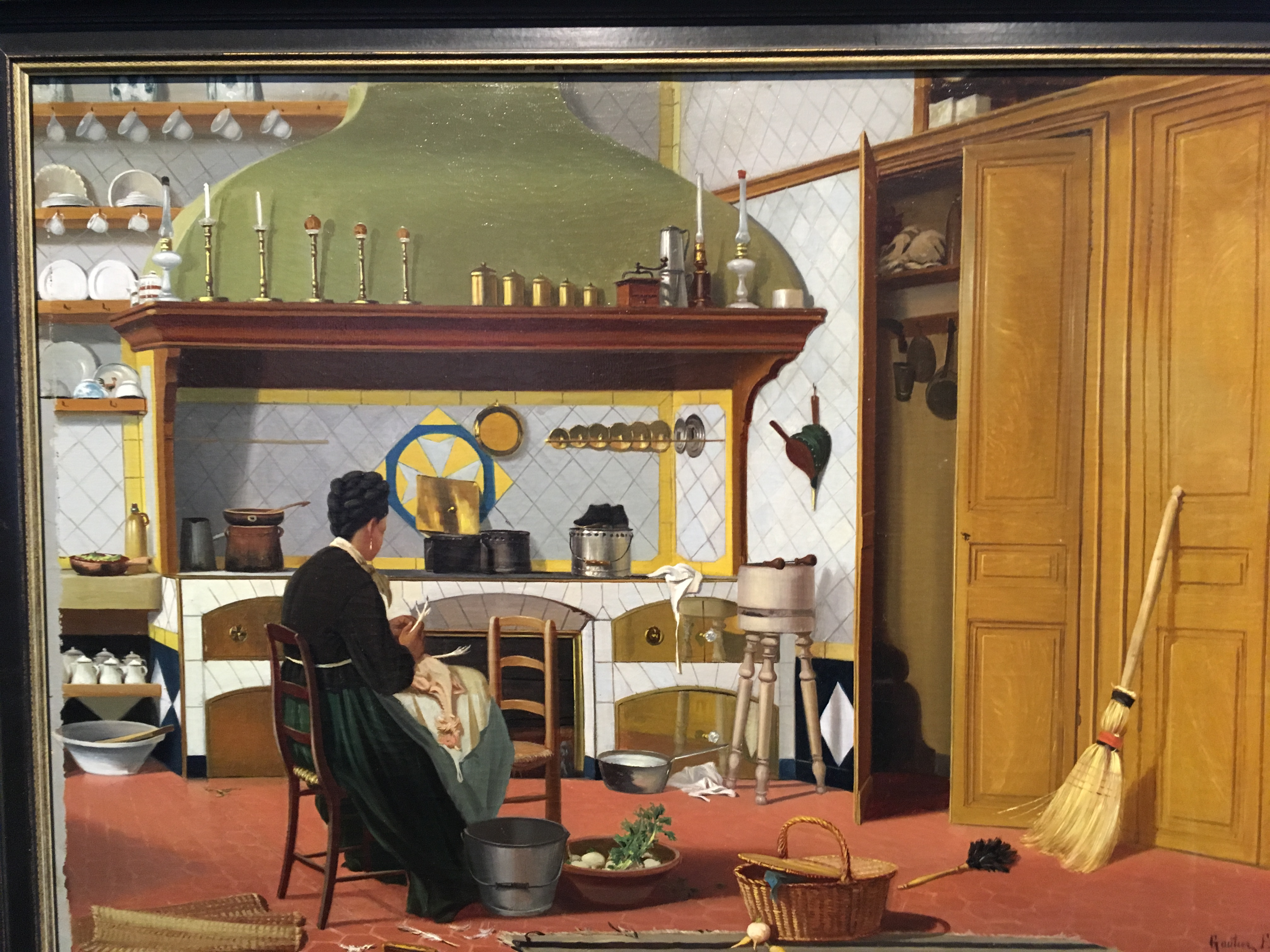
Gautier Louis Francois. Provencale dans sa cuisine, 1879

## Collection et exposition permanente
Le musée Regards de Provence se déploie sur 2300 m², dont 1215 m² consacrés aux expositions et conservent des œuvres des artistes Pierre Ambrogiani, Louis Audibert, Eugène Baboulène, François Pierre Barry, Chabaud, Emmanuel Coulange-Lautrec, Dufy, Marcel Dyf, Othon Friesz, Joseph Garibaldi, Paul Guigou, Henry d’Arles, Lacroix de Marseille, André Lhote, Alfred Lombard, Henri Manguin, André Marchand, Adolphe Monticelli, Jean-Baptiste Olive, Raphaël Ponson, Surian, Valtat, André Alexandre Verdilhan, Félix Ziem.

### Mémoire de la station sanitaire
Le musée présente également en permanence un documentaire artistique diffusé dans la salle des étuves, restaurée et conservée dans son état originel, de l'ancienne station sanitaire construite par Fernand Pouillon.